# 地黒島
地黒島（じぐろしま、じのくろしま）は、大分県佐伯市の米水津湾沖にある無人島である。地の黒島、地ノ黒島と表記されることもある。

## 地理
旧米水津村と旧蒲江町（2005年3月に合併し、ともに佐伯市の一部となっている）の境界にあるキシメギ埼の約1km南東の沖合にあり、島自体も合併前は米水津村と蒲江町に二分されていた。
地黒島のさらに約1km南東の沖合には同じく無人島の沖黒島があり、地黒島と沖黒島は合わせて黒島とも呼ばれる。地黒島とキシメギ埼との間には長太碆（ちょうたばえ）、沖黒島との間には水取碆（みずとりばえ）と呼ばれる岩礁がそれぞれある。

## 自然
全域が日豊海岸国定公園の特別保護地区に指定されている。地黒島、沖黒島及び周辺の岩礁は、クロダイ（チヌ）、メジナ（グロ）などの磯釣りのポイントとして知られている。

## 交通
本土との間に定期船はなく、島へは瀬渡し船などで渡る。